# 高橋祥友
高橋祥友（たかはし よしとも、1953年8月16日- ）は、日本の精神病理学者。筑波大学教授。

## 略歴
東京生まれ。1979年金沢大学医学部卒。90年「全生活史健忘の臨床的研究」で山梨医科大学より医学博士の学位を取得。東京医科歯科大学研修医、医員、山梨医科大学助手、講師、UCLAフルブライト研究員、東京都精神医学総合研究所副参事研究員を経て、2002年防衛医科大学校・防衛医学研究センター教授（行動科学研究部門）。2012年筑波大学教授。

## 著書
- 『自殺の危険 臨床的評価と危機介入』金剛出版 1992
- 『自殺の心理学』1997 講談社現代新書
- 『群発自殺 流行を防ぎ、模倣を止める』1998 中公新書
- 『老年期うつ病』日本評論社 1998
- 『青少年のための自殺予防マニュアル』金剛出版 1999
- 『中高年の自殺を防ぐ本』法研 2000
- 『中年期とこころの危機』日本放送出版協会(NHKブックス)　2000
- 『仕事一途人間の「中年こころ病」』2001 講談社+α新書
- 『生と死の振り子 生命倫理とは何か』日本評論社 2001
- 『英語力を身につける』2001 (講談社現代新書)
- 『自殺のサインを読みとる』講談社 2001　のち文庫
- 『どうぞ気楽に精神科へ』講談社 2002
- 『医療者が知っておきたい自殺のリスクマネジメント』医学書院 2002
- 『中高年自殺 その実態と予防のために』2003 ちくま新書
- 『自殺、そして遺された人々』新興医学出版社 2003
- 『中年の達人 あるがままの自分を受け入れるために』講談社 (こころライブラリー 2004
- 『自殺未遂 「死にたい」と「生きたい」の心理学』講談社 (こころライブラリー 2004　「あなたの「死にたい、でも生きたい」を助けたい』2007 (講談社+α新書)
- 『シネマ処方箋 精神科医がすすめる、こころにスーっと効く映画』梧桐書院 2004　「精神科医がすすめる"こころ"に効く映画 シネマ処方箋」日経ビジネス人文庫
- 『医療者が知っておきたい自殺のリスクマネジメント』医学書院 2006
- 『うつ』新水社(患者と医療をつなぐ〈プライマリケア〉シリーズ 2006)
- 『自殺予防』2006 岩波新書
- 『老年期うつ 見逃されやすいお年寄りの心』講談社 (介護ライブラリー)　2006
- 『「死にたい」気持ちをほぐしてくれるシネマセラピー上映中 精神科医がおススメ自殺予防のための10本の映画』晶文社 2012

### 共編著・監修
- 『現代の精神保健』仙波純一共編著 放送大学教育振興会 1995
- 『精神医学から考える生と死 ターミナルケア・自殺予防・尊厳死』編 金剛出版 1997
- 『こころの健康科学』仙波純一共編著 放送大学教育振興会 1999
- 『サラリーマンの自殺 今、予防のためにできること』川人博共編著 1999 岩波ブックレット
- 『自殺のポストベンション 遺された人々への心のケア』福間詳共編 医学書院 2004
- 『自殺予防カウンセリング』藤原俊通共著 駿河台出版社(21世紀カウンセリング叢書)　2005
- 『健康管理室で役立つこころの医学』野村総一郎,川上憲人共編 南江堂 2005
- 『青少年のための自殺予防マニュアル』編著,新井肇,菊地まり,阪中順子著 金剛出版 2008
- 『自殺予防の実際』竹島正共編 永井書店 2009
- 『セラピストのための自殺予防ガイド』編著 金剛出版 2009
- 『自殺予防へのプロの対応 医療従事者のための早期発見と治療』高橋晶,山下吏良共著 医学と看護社 2013
- 『自殺を防ぐ診療のポイント』編著 中外医学社 2013
- 『自殺予防マニュアル 地域医療を担う医師へのうつ状態・うつ病の早期発見と早期治療のために』日本医師会編集,西島英利監修,神庭重信,中村純共著 明石書店 2014
- 『災害精神医学入門 災害に学び、明日に備える』高橋晶共編 金剛出版 2015

### 翻訳
- シンシア・R.フェファー『死に急ぐ子供たち 小児の自殺の臨床精神医学的研究』中央洋書出版部 1990
- ディーン・シューラー『シューラーの認知療法入門』金剛出版 1991
- エーヴリー・D.ワイスマン『死をどう受けとめるか 末期患者の否認と受容の心理』ほか訳 中央洋書出版部 1992
- ジョセフ・リッチマン『自殺と家族』金剛出版 1993
- アーサー・フリーマン,バーバラ・フレミング, ジェイムズ・プレッツァー,カレン・M. サイモン著『認知療法臨床ハンドブック』金剛出版 1993
- ジョン・T.マルツバーガー『自殺の精神分析 臨床的判断の精神力動的定式化』星和書店 1994
- ジョージ・ワインバーグ『セラピストの仕事 心理面接の技術』監訳,源田圭子 [ほか]訳 金剛出版 2001
- ジェフリー・T.ミッチエル, ジョージ・S.エヴァリー『緊急事態ストレス・PTSD対応マニュアル 危機介入技法としてのディブリーフィング』金剛出版 2002
- トーマス・E.エリス, コリー・F.ニューマン『自殺予防の認知療法 もう一度生きる力を取り戻してみよう』日本評論社 2005
- エドウィン・S.シュナイドマン『シュナイドマンの自殺学 自己破壊行動に対する臨床的アプローチ』金剛出版 2005
- エドウィン・S.シュナイドマン『アーサーはなぜ自殺したのか』誠信書房 2005
- ハーバート・ヘンディン『アメリカの自殺 予防のための心理社会的アプローチ』明石書店 2006
- アレック・L.ミラー, ジル・H.レイサス, マーシャ・M.リネハン著『弁証法的行動療法 思春期患者のための自殺予防マニュアル』金剛出版 2008
- ジョン・A.チャイルズ, カーク・D.ストローサル著『自殺予防臨床マニュアル』星和書店 2008
- エドウィン・シュナイドマン『生と死のコモンセンスブック シュナイドマン90歳の回想』監訳,清水邦夫, 澤村岳人,山本泰輔, 菊地章人,菅原摩利子訳 金剛出版 2009
- カイラ・ミリヤム・ワイナー編『患者の自殺 セラピストはどう向き合うべきか』金剛出版 2011
- DAVID A.BRENT, KIMBERLY D.POLING, TINA R.GOLDSTEIN 著『思春期・青年期のうつ病治療と自殺予防』医学書院 2012
- ジョージ・A・ボナーノ『リジリエンス 喪失と悲嘆についての新たな視点』監訳 金剛出版 2013
- ジョナサン・S・アブラモウィッツ『ストレス軽減ワークブック 認知行動療法理論に基づくストレス緩和自習書 プレッシャーを和らげ,関わりを改善し,葛藤を最小限にする単純な戦略』監訳,高橋晶, 山下吏良, 清水邦夫,山本泰輔, 長峯正典, 角田智哉訳 金剛出版 2014
- JAMES MORRISON『精神科初回面接』監訳,高橋晶,今村芳博, 鈴木吏良訳 医学書院 2015
- フレデリック・J・スタッダードJr., アナンド・パーンディヤ, クレイグ・L・カッツ編著『災害精神医学』富田博秋,丹羽真一共監訳 星和書店 2015
- ディヴィッド・A・クラーク『認知行動療法に基づいた気分改善ツールキット 気分の落ちこみをうつ病にしないための有効な戦略』監訳,高橋晶,今村芳博,鈴木吏良訳 金剛出版 2015
- JAMES MORRISON『モリソン先生の精神科診断講座』監訳,高橋晶, 袖山紀子訳 医学書院 2016
- シェリル・A・キング, シンシア・E・フォスター, ケリー・M・ロガルスキー著『十代の自殺の危険 臨床家のためのスクリーニング、評価、予防のガイド』監訳,高橋晶,今村芳博, 鈴木吏良訳 金剛出版 2016
- ハドリー・キャントリル『火星からの侵略 パニックの心理学的研究』金剛出版 2017
- ルネー M.トービン, アルヴィン E.ハウス『学校関係者のためのDSM-5』監訳,高橋晶, 袖山紀子訳 医学書院 2017
- リサ・M・シャーブ『青少年のための自尊心ワークブック 自信を高めて自分の目標を達成する』金剛出版 2017
- M・E・トーマス『ソシオパスの告白』金剛出版 2017
- マシュー・マッケイ, パトリック・ファニング『自尊心の育て方 あなたの生き方を変えるための、認知療法的戦略』金剛出版 2018

## 論文
- <高橋祥友